# Willy De Waele
Willy De Waele (Oudenaarde, 8 september 1937 – Lennik, 12 april 2023) was een Belgisch politicus voor de Open Vld.

## Levensloop
In het verleden was hij provincieraadslid van de (toenmalige) provincie Brabant. Van 1994 tot 2011 was De Waele ononderbroken lid van het schepencollege in Lennik (een gemeente in het Pajottenland), constant bevoegd voor financiën, een van zijn stokpaardjes. Na de lokale verkiezingen van 2000 wisselde de coalitie na een vertrouwensbreuk van VLD met coalitiepartner CVP, naar een nieuwe meerderheid met lokale partij Lennik 2000 (lijst van Volksunie + onafhankelijken). Al had VLD dan nog niet de kandidaat met de meeste stemmen van de gemeente, ze behaalde wel de meeste gemeenteraadszetels en zo kreeg, conform de afspraken, Lennik na 18 jaar opnieuw een liberale burgemeester, Willy De Waele. 
Bij de federale parlementsverkiezingen van 18 mei 2003, bracht de telling van stemmen uit het buitenland - toegevoegd aan het kieskanton Lennik - verwarring over de schijnbare aangroei van Franstalige stemmen in de streek. In ieder geval deed het mee de ergernis groeien rond de niet-splitsing van het gerechtelijk arrondissement Brussel en het kiesarrondissement Brussel-Halle-Vilvoorde. Aangespoord door het (Vlaamsgezind) schepencollege, en ondersteund door een eenparige gemeenteraad, sprak Burgemeester De Waele enkele collega-burgemeesters aan van diverse politieke kleuren, en de Conferentie van burgemeesters en Staten-Generaal in Halle-Vilvoorde werd een feit. Als fervent ijveraar voor de splitsing van het kiesarrondissement BHV, kwam De Waele met krachtige kritische uitspraken regelmatig in het nieuws. Dit bracht hem in conflict met het Open Vld-partijbestuur. Zijn bekendheid werd door de VLD niet uitgespeeld bij bovenlokale verkiezingen. Bij de gemeenteraadsverkiezingen van 2006 werd de naam van zijn partij veranderd in "Lijst van de burgemeester". 
Op 13 augustus 2008 kwam Willy De Waele in het nieuws omdat bekend werd dat in Lennik alle Belgische vlaggen op last van de burgemeester verwijderd waren en vervangen door de Vlaamse vlag. De Waele zegt zelf dat dit zo zal blijven "tot België een confederale staat is". Volgens hem heeft het huidige federale België immers geen toekomst meer. De vlag "dekt de lading niet meer". Het escalerende conflict met de eveneens liberale schepen Eddy Warrand, die de burgemeester eigengereid en onverantwoord optreden verwijt omtrent onder meer de vlaggen en het (financieel) brandweerbeleid, en hem niet meer wilde steunen, leidde uiteindelijk tot de uitsluiting van de schepen door De Waeles partij, eind 2010. Eddy Warrand blijft zetelen als schepen, maar het College ontnam hem zijn bevoegdheden (de coalitiepartner onthield zich), waarop hij prompt een scheurlijst lanceerde. De Waele werd sindsdien verschillende keren bij de toezichthoudende overheid aangeklaagd voor onbehoorlijk leiden van de gemeenteraad, vooral ingegeven door de persoonlijke vete met onafhankelijk schepen/raadslid Eddy Warrand, die regelmatig het woord werd ontzegd in de gemeenteraad, wat leidde tot enkele terechtwijzingen door de gouverneur. 
Eind oktober 2010 nam De Waele, 73 jaar oud, onverwacht ontslag als burgemeester, naar eigen zeggen om persoonlijke redenen. In feite nam hij ontslag nadat hij meerdere weken na elkaar in het college werd bekritiseerd door schepen Eddy Warrand rond het dossier van de voorpost van de brandweer in Tollembeek. De Waele had de voltallige gemeenteraad en het schepencollege voorgelogen door te zeggen dat deze voorpost de gemeente, die al in moeilijke financiële papieren zat, niets meer zou kosten dan de aankoop van de grond waarop de kazerne in Tollembeek zou komen. Schepen Eddy Warrand was erachter gekomen dat ook de werkingskosten deels ten laste van Lennik zouden vallen en had dit dossier tot driemaal toe in het college op tafel gegooid. Tijdens de derde bespreking van dit dossier voelde De Waele aan dat hij geen steun meer had in het college en kondigde hij aan dat hij ontslag zou nemen als burgemeester. Wat hij dan ook deed. Schepen Irina De Knop volgde hem vanaf mei 2011 op als burgemeester. Hij bleef echter wel nog tot eind 2012 de gemeenteraad voorzitten. Ondanks zijn persoonlijke en publiek betoonde sympathie voor de N-VA en Bart De Wever op nationaal vlak, bleef De Waele lid van het plaatselijke VLD-bestuur en haar gemeenteraadsfractie en duwde de liberale 'lijst van de burgemeester' bij de gemeenteraadsverkiezingen van 2012, waarbij tegelijk ook zijn dochter Karen voor de eerste keer kandideerde. Eddy Warrand (via zijn scheurlijst) raakte nipt niet meer verkozen en Willy De Waele sleepte nipt de allerlaatste zetel in de wacht. Omdat ook zijn dochter verkozen was, kon Willy De Waele het mandaat niet opnemen, maar omdat zij vervolgens ontslag nam en in de OCMW-raad ging zetelen, kwam Willy De Waele toch opnieuw in de gemeenteraad. 
Willy De Waele was daarnaast ook openlijk een tegenstander van het cordon sanitaire tegen het Vlaams Belang, en pleitte meermaals voor een samenwerking van alle 'Vlaamsgezinde krachten', ongeacht hun al dan niet democratisch programma. In 2009 ontving hij op persoonlijk initiatief een grote delegatie van Vlaams Belang-parlementsleden met Filip Dewinter in het gemeentehuis voor overleg. Ook was hij de gastspreker op onder meer de IJzerwake in 2012, volgens De Standaard een manifestatie die wordt georganiseerd vanuit het Vlaams Belang. Hij noemde de islam een bedreiging voor de samenleving. 
In oktober 2013 werd hij politiek secretaris van de Vlaamse Volksbeweging (VVB), tot november 2016. Daarnaast was hij sinds 2015 voorzitter van het Overlegcentrum van Vlaamse Verenigingen (OVV).
De Waele overleed op 85-jarige leeftijd.